# Chirițești (Suseni), Argeș
Chirițești este un sat în comuna Suseni din județul Argeș, Muntenia, România.